# Sheila Fugard
Sheila Meiring Fugard (Birmingham, 1932) és una escriptora i actriu de teatre sud-africana.
El 1940 va partir des d'Anglaterra al seu país de procedència amb els seus pares; va estudiar a la Universitat de Ciutat del Cap. Va ser en aquesta època quan va començar a escriure relats i a actuar en teatre. Va conèixer el dramaturg Athol Fugard mentre actuava a una de les seves obres i es varen casar el 1957.
El 1972 va publicar la seva primera novel·la, The Castaways. La seva novel·la més coneguda és A Revolutionary Woman (1983).